# Milan Žniderič
Milan Žniderič (rojen 27. aprila 1960 v Ljubljani). 
Piše pesmi in kratko prozo. Svoja dela objavlja na portalu http://www.pesem.si/, v različnih zbornikih z literarnih natečajev in v reviji Mentor. 
Svoje pesmi predstavlja na številnih literarnih natečajih in literarnih večerih (npr. Besedna dotikanja, V zavetju besede, Pesniški turnir, Izrekanja, ŠJP).
Dvakrat je prejel srebrno čipko za 2. mesto na klekljarskih dnevih (2014 in 2015).
2015 je izdal svojo prvo pesniško zbirko z naslovom Ti.
Po besedah Milena Šelmića je trenutno "najaktuelniji slovenski pesnik". 